# Pimenta da Veiga
João Pimenta da Veiga Filho GOMM (Belo Horizonte, 2 de julho de 1947) é um advogado e político brasileiro filiado ao Partido da Social Democracia Brasileira (PSDB). Foi ministro das Comunicações durante o governo Fernando Henrique Cardoso. Por Minas Gerais, foi deputado federal por quatro mandatos e prefeito da capital Belo Horizonte.
Possui escritório em Brasília. Foi deputado federal pelo partido MDB e Partido do Movimento Democrático Brasileiro (PMDB) de 1978 a 1988. Em 1988, foi um dos fundadores do Partido da Social Democracia Brasileira  (PSDB). Foi reeleito deputado federal pelo partido PSDB de 1994 a 1998, também foi presidente nacional do PSDB de 1994 a 1995, quando o partido assumiu a presidência da república. Foi o ministro das comunicações logo após as privatizações de 1999 a 2002.
Em 2014, foi escolhido como candidato do PSDB ao governo de Minas Gerais e também coordenador da campanha do PSDB no estado. O então candidato, Pimenta da Veiga foi derrotado pelo candidato do PT, Fernando Pimentel.
No mesmo ano assumiu a presidência do Instituto Teotônio Vilela, órgão de estudos e formação política do PSDB.

## Biografia
João Pimenta da Veiga Filho nasceu em uma família de quatro irmãos. A mãe, Edite Paraíso Pimenta da Veiga, era professora e o pai, João Pimenta da Veiga, era advogado criminalista. Seu pai também foi deputado federal.
Pimenta da Veiga é graduado em Ciências Jurídicas e Sociais pela Faculdade de Direito da Universidade Federal do Rio de Janeiro. Pimenta é casado com a jornalista Anna Paola Frade Pimenta da Veiga.

## Deputado Federal
Ingressou na vida pública em 1978, quando foi eleito deputado federal pelo MDB, um dos dois partidos permitidos pela Ditadura. Foi o primeiro deputado a denunciar o Atentado do Riocentro, um atentado frustrado implementado pela ditadura militar do Brasil, conhecido pela explosão de uma bomba durante um show de MPB, em 1981[carece de fontes?]. Foi um dos deputados engajado na luta pelas Diretas Já, movimento a favor da redemocratização e eleições diretas para presidente no Brasil. Com a derrota da Emenda Dante de Oliveira, Pimenta da Veiga apoiou a eleição indireta Tancredo Neves no colégio eleitoral.
Foi reeleito deputado federal por mais três mandatos consecutivos pelo PMDB, onde permaneceu até 1988. Também foi deputado federal pelo PSDB de 1994 a 1998, quando se tornou ministro das Comunicações do governo FHC.
Foi autor de projeto de lei que previa a criação de pelo menos 10 estados novos, alguns deles sem acesso por rodovia: Amazonas, Pará e Mato Grosso seriam redivididos para a criação de Aripuanã, Araguaia, Xingu, Rio Negro, Solimões, Uirapuru, Madeira, Juruá, Tapajós e Carajás

## Prefeito de Belo Horizonte
Foi eleito prefeito de Belo Horizonte pelo PSDB em 1989, sendo o primeiro prefeito do partido a comandar a prefeitura de uma capital.
Durante seu período como prefeito a ocupação Fazenda Mariquinha foi desocupada.
A gestão Pimenta da Veiga tentou verticalizar a Lagoa da Pampulha, apresentando um projeto de “construção de um shopping center e um hotel com 204 apartamentos, em convênio com a iniciativa privada”. O projeto tambem incluía a criação de ilhas na lagoa, que ficaram conhecidas como “ilhas da fantasia”. Ainda segundo a Prefeitura o projeto deveria ter ficado pronto em 1991, mas não saiu do papel.
Em sua administração implantou o Programa de Orçamento Participativo, o PROPAR, programa de participação popular para a escolha de pequenas obras públicas pela cidade, especialmente recapeamento de vias.
Pimenta da Veiga saiu da prefeitura após pouco mais de 12 meses de gestão para se candidatar a governador. Vários vereadores de Belo Horizonte, entre eles Fernando Cabral (PT), questionaram o uso de propagandas da administração Pimenta da Veiga em jornais nacionais, levantando suspeitas sobre uso da máquina pública e abuso de poder econômico, no entanto o então vereador Amílcar Martins (PSDB) garantiu que a publicidade havia sido paga por empreiteiras.  Ao sair da prefeitura Pimenta da Veiga foi acusado pela imprensa de ter usado o cargo como trampolim eleitoral para se tornar governador  e foi cobrado pelas obras pendentes, como a avenida Tancredo Neves, completada somente duas décadas depois. Pimenta da Veiga fracassou em sua campanha para governador em 1990, deixando seu vice Eduardo Azeredo na prefeitura. A gestão de Eduardo Azeredo foi problemática, atrasou o salário dos professores municipais por cinco meses e foi incapaz de eleger seu sucessor, o então jovem político Aécio Neves, que sequer chegou ao segundo turno nas eleições de 1992.

## Presidente Nacional do PSDB
Em 1988, foi um dos fundadores do PSDB junto de Eduardo Azeredo, Franco Montoro, Mário Covas e José Serra.
Foi vice-presidente do Partido da Social Democracia Brasileira (PSDB) em 1991. Assumiu a presidência do partido em 1994, sendo um dos principais articuladores políticos e financeiros das campanhas eleitorais daquele ano, quando o partido assumiu a presidência da república com Fernando Henrique Cardoso.  Sua participação nas campanhas do PSDB em 1998 fizeram com que fosse indiciado pela Polícia Federal por ter recebido dinheiro do publicitário Marcos Valério no primeiro caso conhecido de uso do Valerioduto, em 1998, durante a campanha a governador de Eduardo Azeredo.

## Ministro das Comunicações
Foi nomeado ministro das Comunicações pelo presidente Fernando Henrique Cardoso após a morte do então ministro Sérgio Motta em 1998. No ano seguinte, foi admitido por FHC à Ordem do Mérito Militar no grau de Grande-Oficial especial.
Um de seus principais trabalhos foi conduzir o caso Manchete, em que o Ministério das Comunicações fracassou ao tentar salvar a Rede Manchete, assolada por uma grave crise financeira.
Em março 2001 Pimenta da Veiga usou o cartão corporativo, pago com dinheiro do Governo Federal, para comprar um “tucano de pedras de quartzo azul e quartzo verde”
Durante seu tempo no Ministério das Comunicações a relação com o então governador Itamar Franco ficou conturbada. Pimenta da Veiga chegou a chamar Itamar de irresponsável e afirmar que ele estaria "estimulando o consumo perdulário" dos mineiros durante a crise do Apagão. Como resultado disso Itamar Franco se recusou a recebê-lo em 1999 quando o Pimenta da Veiga visitou Minas Gerais. Apesar da postura favorável ao racionamento de energia dos mineiros, Pimenta da Veiga lutou para que as empresas de telefonia não pagassem pelo racionamento, afirmando que "o setor espera que o governo livre as empresas de qualquer consequência".
Em 2000, no mesmo ano em que Marcos Valério teria passado a lucrar com contratos de publicidade dos Correios, Pimenta da Veiga demitiu o então presidente dos Correios Egydio Bianchi, que saiu acusando o ministro de ter "interesse em controlar a verba" de publicidade da empresa para favorecer "um município X de Minas Gerais".
Alguns anos depois, na CPMI dos Correios Egydio Byanchi afirmou ainda que Pimenta da Veiga "é um político antigo, pelas práticas, pela visão que tem da gestão pública" e que "o ministro Pimenta da Veiga não ajudou as coisas da comunicação", "não teve a compreensão exata, a percepção, a grandeza técnica e política de compreender realmente as necessidades do setor" e "trabalhou de maneira muito prática e concreta para esvaziar as agências" (reguladoras), fazendo "política com p minúsculo" e não dando "uma contribuição adequada para o País na área de comunicações".  Ao final ainda afirmou que na gestão Pimenta da Veiga "todos os lobbies empresariais realmente se manifestaram."
Ampliou o o sistema postal nacional e também aprovou a agilização das comunicações postais entre cidades situadas em região de fronteira, favorecendo a integração dos países membros do mercosul. Durante sua gestão, o Brasil atingiu 50 milhões de telefones fixos no país e saiu da 14ª posição em número de telefones fixos para o 6º lugar no ranking mundial. Em 1997 ,o Brasil tinha 17 milhões de linha fixas. Na telefonia móvel o país atingiu mais de 30 milhões de celulares, e alcançou a 8ª colocação no ranking mundial. Antes de sua gestão o número de aparelhos móveis no país era de 4,4 milhões e 20ª posição no ranking mundial. No setor postal pela primeira vez no país, os Correios do Brasil chegaram a todos os municípios. Pimenta da Veiga garantiu a instalação das primeiras 1.000 agências postais bancárias no país.
Agilizou os processos licitatórios no setor de radiodifusão, pelos quais mais de 2.000 geradores foram ofertados, além de serem autorizados o funcionamento de 1.000 rádios comunitárias. Várias dessas licitações beneficiaram políticos regionais, que passaram a controlar rádios, jornais e retransmissoras regionais de TV. Entre os políticos beneficiados encontra-se Aécio Neves, sócio da rádio Arco-íris, retransmissora da Rádio Jovem Pan, recentemente investigado pelo ministério Público por repasses do Governo de Minas e pela propriedade de uma frota de carros de luxo.
Como ministro aprovou o projeto Governo Eletrônico Serviço de Atendimento ao Cidadão, expandindo o acesso a Internet e permitindo a universalização do acesso às informações e serviços do governo, por meio eletrônico a população.
A gestão de Pimenta da Veiga no Ministério das Comunicações foi a porta de entrada de Marcos Valério dentro dos Correios. Até então as atividades do publicitário se resumiam a Minas Gerais. Embora os contratos contratos da SMP&B de Marcos Valério só tenham começado em 2003, a CPMI dos Correios considerou que a SMP&B já lucrava indiretamente com os Correios desde 2000, logo no início da gestão de Pimenta da Veiga no Ministério das Comunicações. A CPMI dos Correios considerou suspeita a relação entre a estatal e a agência de publicidade Giacometti Associados, que repassava mais de 70% do lucro no contrato com os Correios para a conta de Marcos Valério no Banco Rural, somando cerca de R$ 6,8 milhões. A conta de Valério no Banco Rural é a mesma que abasteceu o “Valerioduto”.
Em abril de 2014 Pimenta da Veiga foi indiciado por lavagem de dinheiro 
Ficou no ministério até 2003, não assumindo por isto sua vaga na Câmara naquela legislatura.

## Consultoria a Marcos Valério
Pimenta da Veiga foi indiciado pela Polícia Federal por lavagem de dinheiro em abril de 2014.
Segundo a Polícia Federal o dinheiro teria sido desviado no Mensalão Tucano para abastecer a campanha de reeleição do ex-governador Eduardo Azeredo, em 1998. O Ministério Público afirma que empresas públicas de Minas Gerais usaram eventos esportivos para desviar recursos para a SMP&B, empresa de Marcos Valério. Entre os eventos estariam o Campeonato Mundial de Supercross Etapa Brasil 1999/2000, o Iron Biker – O Desafio das Montanhas, e o Enduro Internacional da Independência. Tais eventos teriam sido usados como pretexto para que as estatais Companhia Mineradora de Minas Gerais (Comig), Companhia de Saneamento de Minas Gerais (Copasa) e o extinto Banco do Estado de Minas Gerais (Bemge) repassassem verba para a agência de publicidade de Marcos Valério e dos dois ex-sócios. Este dinheiro seria usado “clandestinamente” na campanha de reeleição de Eduardo Azeredo ao governo de Minas. A estimativa do Ministério Público é de R$ 3,5 milhões desviados – R$ 9,3 milhões em valores atualizados. A denúncia é referente a R$ 300.000,00 (trezendo mil reais) que Pimenta da Veiga teria recebido de Marcos Valério.
Pimenta da Veiga se defendeu dizendo que o dinheiro era referente a serviços prestados pelo seu escritório de advocacia a Marcos Valério, embora tenha se recusado a responder qual serviço foi prestado. O advogado posterior de Marcos Valério, Rogério Lanza Tolentino, foi acusado de peculato, lavagem de dinheiro, corrupção ativa, formação de quadrilha e condenado pelo STF pelo seu envolvimento com o Mensalão.
O valor recebido por Pimenta da Veiga é seis vezes maior que o valor recebido por João Paulo Cunha, condenado pelo STF pela participação no Mensalão.
Marcos Valério também foi avalista de Pimenta da Veiga num contrato de empréstimo de R$ 152 mil com o banco BMG de Belo Horizonte em 2003. Pimenta da Veiga também aparece na contabilidade recebendo de Marcos Valério um casaco de couro adquirido por R$ 2.680.

## Conselho Consultivo do Governo José Roberto Arruda
Durante o governo de José Roberto Arruda no Distrito Federal Pimenta da Veiga foi escolhido para o Conselho Consultivo do Governo. Durante sua posse Arruda afirmou que Pimenta era "um amigo de anos e anos, toda vez que preciso de um conselho é para ele que eu ligo”, e garantiu que o ex-ministro escolheria todos os 10 conselheiros. Entre os escolhidos estava Roberto Freire (PPS). A relação solidária entre Pimenta da Veiga e Arruda é antiga, em 2001 ele visitou Arruda logo após o Escândalo do painel eletrônico e afirmou que ia "levar um abraço pessoal". Arruda afirmava então que Pimenta da Veiga "passou toda sua vida em Brasília".

## Candidato a governador de Minas Gerais 2014
Em Fevereiro de 2014, Pimenta da Veiga foi escolhido como pré-candidato ao governo de Minas Gerais, por uma coligação partidária, no Movimento Todos Por Minas. Pimenta conta com o apoio do também derrotado na eleição, Senador Aécio Neves e do ex-Governador e Senador Antônio Anastasia. Durante o lançamento da candidatura Pimenta da Veiga evitou responder as perguntas sobre Eduardo Azeredo, seu antigo vice-prefeito indiciado três dias antes por peculato e lavagem de dinheiro no caso do Mensalão Tucano em Minas Gerais. No mesmo mês, no entanto, Pimenta da Veiga e Aécio Neves visitaram Eduardo Azeredo para prestar sua solidariedade ao primeiro réu do Mensalão tucano.
O elo entre Pimenta da Veiga e Marcos Valério remonta ao seu tempo no Ministério das Comunicações, e o assunto já era temido pelo PSDB desde 2013 quando Pimenta da Veiga teve seu nome aventado para a candidatura ao governo de Minas Gerais.
Pimenta da Veiga passou os últimos anos vivendo entre o interior de Goiás, onde possui terras e fazendas, e Brasília, onde fica seu escritório de advocacia. Em sua declaração eleitoral constam diversos bens e investimentos no DF e em Goiás, mas nenhuma atividade econômica ou imóvel em Minas Gerais. Pimenta da Veiga é também o candidato mais rico ao governo do Minas Gerais, com R$ 10,5 milhões em bens. Somente sua propriedade dentro do Distrito Federal tem mais de um milhão de metros quadrados, e ele declarou valer R$ 942 mil.
O candidato Pimenta da Veiga foi derrotado com 41.89% dos votos pelo então candidato do Partido dos Trabalhadores, Fernando Pimentel com 52.98% dos votos.